# VIEW Conference
VIEW Conference è un evento italiano sulla computer grafica che si tiene ogni anno a Torino, tra ottobre e novembre.
La manifestazione si articola in più giornate fatte di eventi (inizialmente gratuiti, ma da alcuni anni solo a pagamento) aperti al pubblico: ospiti internazionali (tra cui numerosi premi Oscar), anteprime, proiezioni, un'area espositiva, presentazioni e incontri, lezioni tecniche tenute da esperti e importanti aziende del settore (da Softimage a NVIDIA ad Autodesk), che forniscono un'occasione formativa extra-accademica rivolta a tutti.

## La storia
Nata nel 2000 come Virtuality Conference, cambia nome alla sua ottava edizione, nel 2007, e diventa VIEW: Virtual Interactive Emerging World. I contenuti si ampliano: pur mantenendo tutto quanto concerne la realtà virtuale, VIEW si apre alla tecnologia digitale di ultima generazione e alle sue applicazioni (dall'animazione agli effetti speciali, dall'architettura virtuale ai videogiochi, dal design al marketing territoriale e ai beni culturali).
Di anno in anno, VIEW si pone come obiettivo un'offerta all'avanguardia e aggiornata della realtà virtuale e delle tecniche interattive, riservando un'attenzione particolare alle applicazioni industriali, all'ambito della formazione e a quello del cinema.
A partire dall'edizione 2005 nasce il VIEW Award, un premio internazionale per cortometraggi con animazione 3D e VFX. Nel 2012 nasce un nuovo concorso, il VIEW SOCIAL CONTEST, rivolto ai creativi, ai designer e agli appassionati di grafica digitale, per introdurre temi legati all'attualità e al sociale.

## VIEW Awards 2016
Il VIEW Award è il premio internazionale per cortometraggi di animazione 3D e VFX dedicato ai talenti emergenti dell'animazione e degli effetti speciali, che vede la partecipazione di giovani artisti in concorso da tutto il mondo. I vincitori vengono selezionati da una giuria internazionale, composta da esperti nei vari settori del premio e da direttori e professori di provenienti da scuole di animazione in Europa e in Nord America.

### Categorie
VIEW Conference ha aperto i bandi per partecipare a quattro diversi concorsi:
- VIEW Award, dedicato ai cortometraggi con animazioni 2D/3D o con effetti visivi.
- VIEW Social Contest, dedicato a cortoi, video musicali e pubblicità con animazioni 2D/3D e/o con effetti speciali che affrontino temi legati all'attualità e al sociale.
- VIEW Game Award: per il videogioco con la migliore storia, design e mechanics.
- Italianmix: promuove corti (della durata massima di 30 minuti) innovativi e originali realizzati da creativi italiani o stranieri su temi italiani.

## Edizione 2015
VIEW Conference 2015 si è tenuta a Torino dal 19 al 23 ottobre 2015. Tra gli speaker principali Mark Osborne, Randy Thom, Jorge R. Gutierrez, Shannon Tindl, Daniel Kramer, Scott Carrol, Kim White, Jason Reisig, Michael Kurinskye Christopher Townsend.

## Edizione 2019
VIEW Conference 2019 si è tenuta a Torino dal 21 al 25 ottobre 2019. Tra gli Speakers: Brad Bird, Michael Giacchino e Peter Ramsey.

## Area conferenze
VIEW Conference si tiene ogni ottobre a Torino. Gli eventi avevano luogo al Centro congressi "Torino Incontra", in due diverse luoghi: il Foyer e la Torino Hall. Dal 2018 l'evento è alle OGR (Officine Grandi Riparazioni). Altre conferenze si tengono presso il Cinema Massimo.